# Hans Kalt
Hans Kalt (26 marzo 1924 – Zugo, 2 gennaio 2011) è stato un canottiere svizzero.

## Palmarès

### Olimpiadi
- Argento a Londra 1948 nel due senza.
- Bronzo a Helsinki 1952 nel due senza.